# Cortes de Zamora (1301)

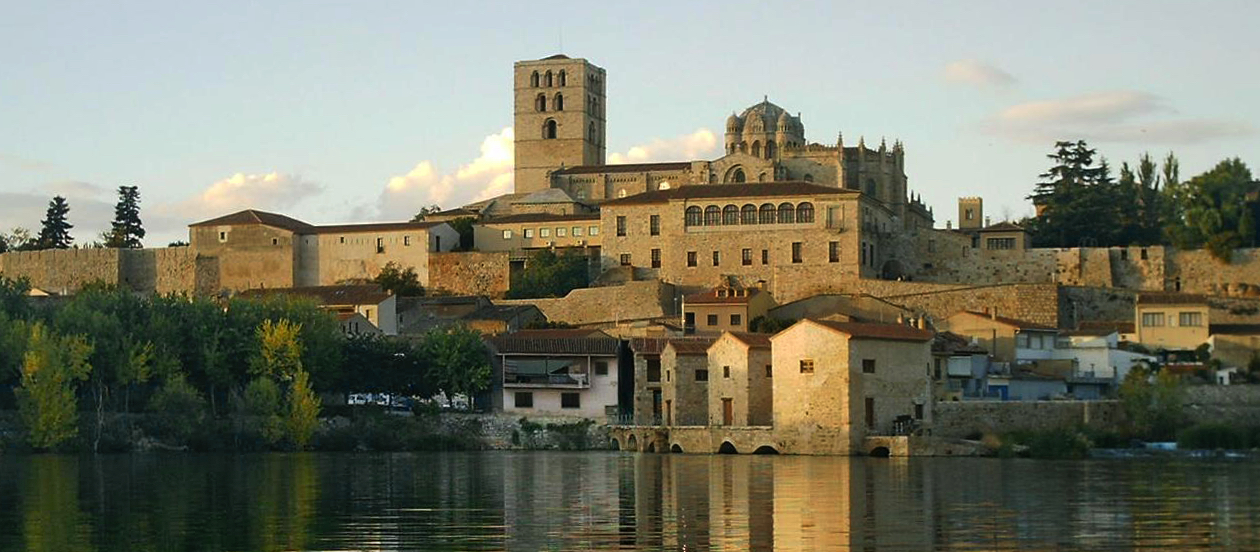
Catedral de Zamora.

Cortes de Zamora de 1301 es el nombre con el que son conocidas las Cortes del reino de León celebradas en la ciudad de Zamora entre los meses de junio y agosto de 1301, durante la minoría de edad de Fernando IV de Castilla.

## Cortes de Zamora de 1301

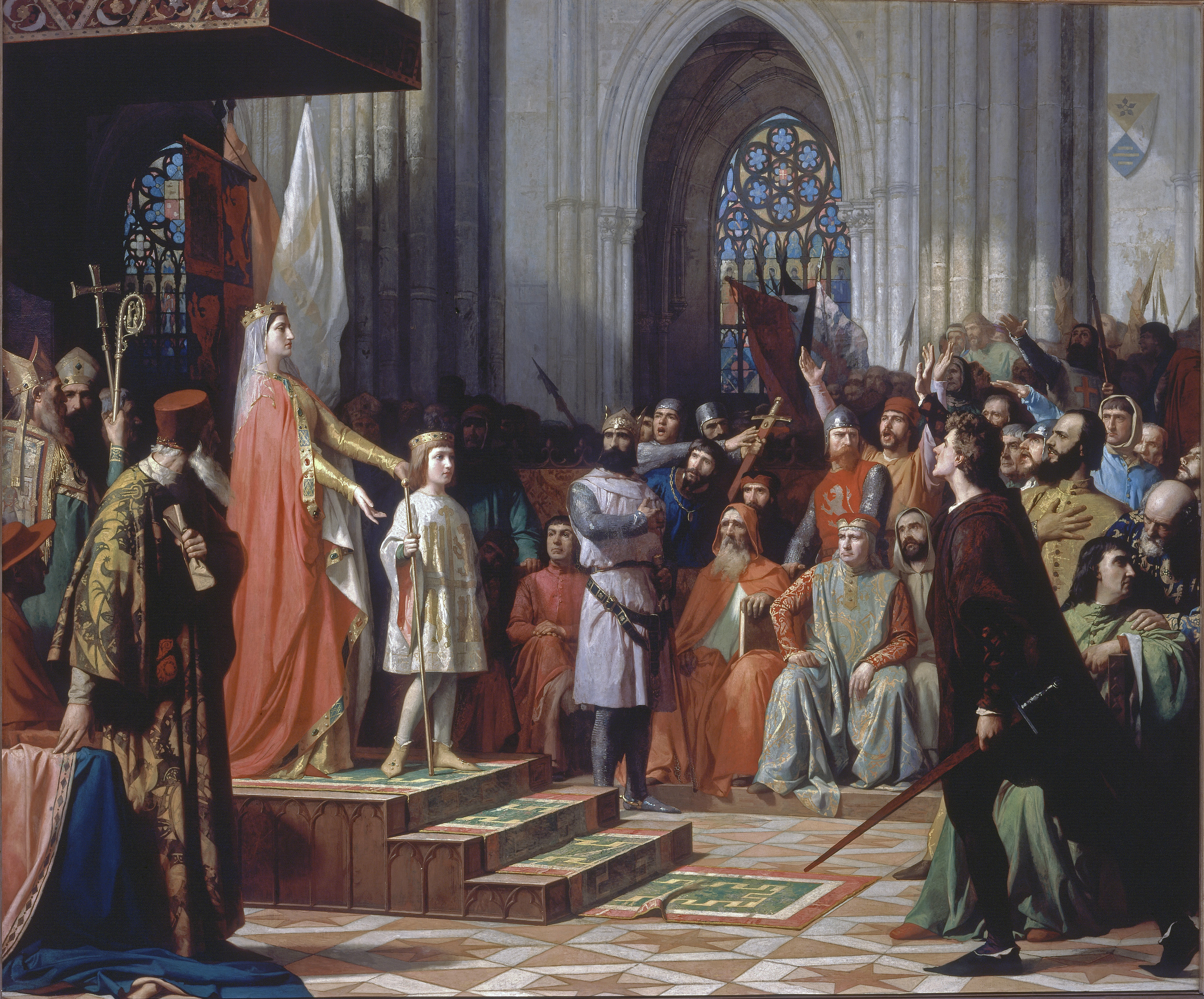
María de Molina presenta a su hijo Fernando IV en las Cortes de Valladolid de 1295. Óleo sobre lienzo de Antonio Gisbert Pérez. 1863. (Congreso de los Diputados de España).

Fueron convocadas por la reina María de Molina, madre de Fernando IV, y por el infante Enrique de Castilla el Senador, hijo de Fernando III de Castilla y tutor del rey Fernando IV durante su minoría de edad, y a las Cortes de Zamora asistieron los representantes de los concejos y hombres buenos de los reinos de León, Galicia y Asturias, y también varios infantes, ricoshombres, caballeros e infanzones de esos reinos. Los representantes del estamento eclesiástico no asistieron a las Cortes de Zamora, a pesar de que algunos autores afirmaron lo contrario en el pasado.
Poco antes se habían celebrado las Cortes de Burgos de 1301, a las que habían asistido los representantes de los concejos del reino de Castilla. El objetivo de la reina María de Molina al convocar Cortes por separado para los diferentes reinos fue evitar la presencia simultánea en las Cortes del infante Juan de Castilla el de Tarifa, de Juan Núñez II de Lara, señor de Lara, y de Diego López V de Haro, señor de Vizcaya, ya que se hallaban enemistados entre sí.
La coyuntura económica en el reino de Castilla era muy precaria debido, entre otros factores, a la gran hambruna que asoló el territorio en 1301, debida a una sucesión de malas cosechas en opinión de diversos autores, aunque otros autores afirman que, probablemente, el cronista «exagera un poco» al afirmar lo siguiente en la Crónica de Fernando IV:

E este año (1301) fue en toda la tierra muy grand fambre; e los omes moríense por las plazas e por las calles de fambre, e fue tan grande la mortandad en la gente, que bien cuidaran que muriera el cuarto de toda la gente de la tierra; e tan grande era la fambre, que comian los omes pan de grama, e nunca en tiempo del mundo vio ombre tan gran fambre ni tan grand mortandad.

Hay constancia de que las Cortes estuvieron reunidas en la ciudad de Zamora entre finales de junio y agosto de 1301, ya que en un privilegio otorgado por la reina María de Molina a su ciudad de Toro el 28 de agosto de 1301, por el que aumentó los fueros y privilegios de la ciudad, es mencionado «el ordenamiento que el Rey Don Fernando mio fijo fizo en Zamora en estas Cortes, el qual ordenamiento tiene el concejo de Toro sellado con el sello del rey», de lo que se deduce que las Cortes de Zamora finalizaron antes del día 28 de agosto, lo que coincide también con los datos aportados por la Crónica de Fernando IV, que señala que las Cortes finalizaron «en la semana postrimera del mes de agosto».

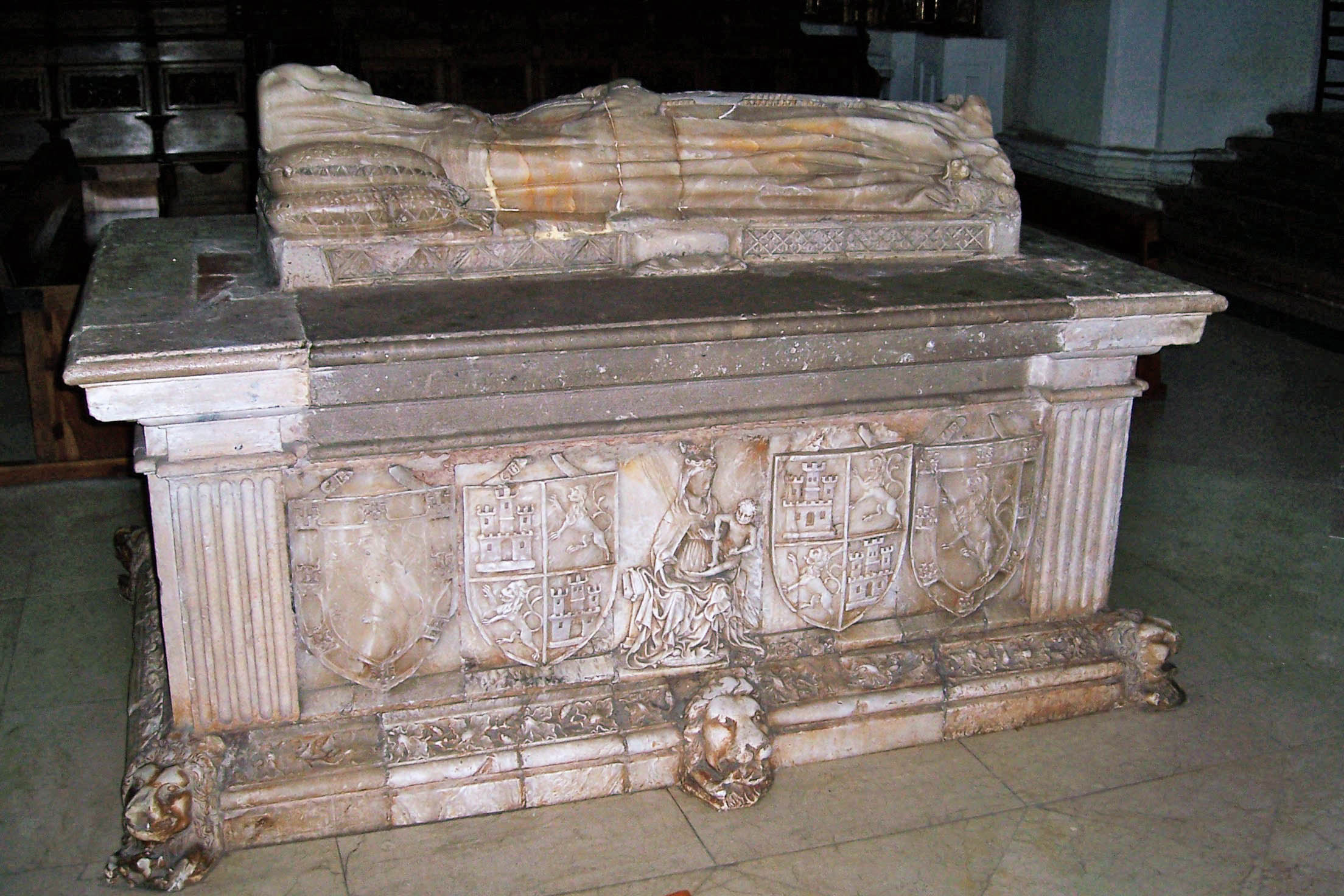
Sepulcro de la reina María de Molina. (Monasterio de las Huelgas Reales de Valladolid).

Los representantes de los concejos del reino concedieron cinco servicios al rey, siendo cuatro de ellos destinados a pagar las soldadas de los nobles y el quinto a pagar las bulas de legitimación y dispensa matrimonial que precisaba Fernando IV, quien iba a contraer matrimonio poco después con Constanza de Portugal, hija del rey Dionisio I de Portugal.
En las Cortes de Burgos de 1301 se había prestado una atención especial, como señalan diversos autores, al desarrollo de las relaciones comerciales, y las Cortes de Zamora del mismo año destacaron por promulgar una serie de leyes encaminadas a restaurar la justicia y el orden público en León, Galicia y Asturias, que se hallaban devastadas desde que el infante Juan de Castilla se proclamó rey de dichos territorios en 1296, lo que provocó que en el reino de León proliferasen durante dicho período los robos, incendios, asesinatos y desafueros.
En la Real Academia de la Historia de Madrid se conserva un manuscrito de ocho hojas que contiene una copia del ordenamiento de las Cortes de Zamora remitido por el rey Fernando IV al concejo de la ciudad de Lugo, aunque está incompleto, ya que le falta la última hoja, por lo que es imposible precisar el lugar y la fecha en la que fue otorgado. Dicho manuscrito fue publicado por la Real Academia de la Historia en su obra Cortes de los antiguos Reinos de León y de Castilla, cuyo primer tomo apareció en 1861.
En el ordenamiento otorgado al concejo de Lugo, que fue sellado con el sello de cera colgado del rey, este ordenó a su hermano, el infante Felipe de Castilla, que era señor de Cabrera y Ribera y adelantado mayor del reino de Galicia, o a los que lo reemplazaran en el cargo de adelantado, que guardaran e hicieran guardar el ordenamiento de las Cortes, y  el rey también ordenó lo mismo a los concejos, alcaldes, jueces, justicias, comendadores y aportellados de las villas y lugares del concejo de Lugo.

### Disposiciones generales

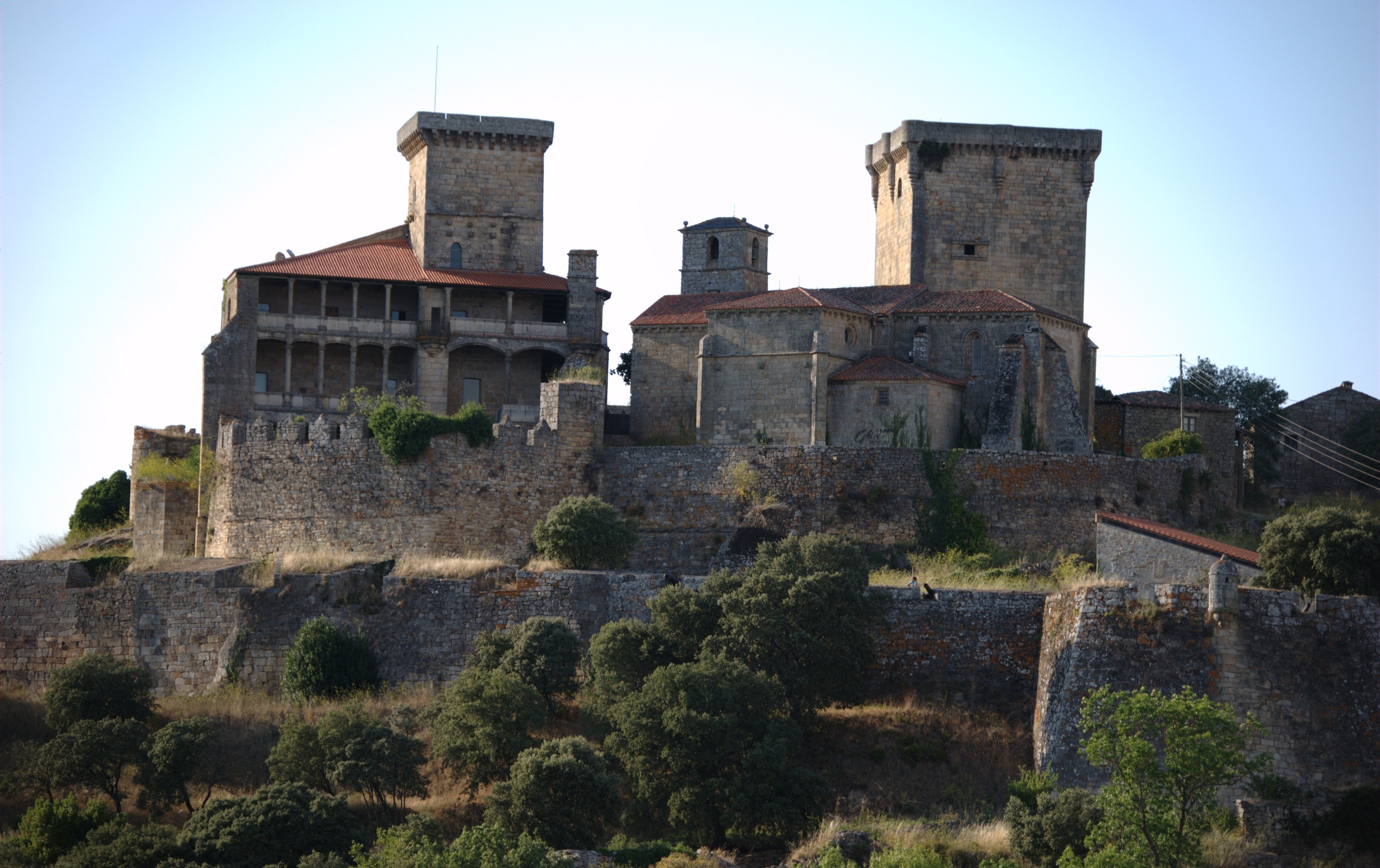
Castillo de Monterrey. (Provincia de Orense).

- Los procuradores solicitaron al rey que confirmara a las villas y ciudades sus privilegios, fueros, cartas, usos, costumbres, franquezas, libertades y mercedes, y que no consintiera que nadie atentara contra ellos, y el rey aprobó la petición y,[2] con el consejo de su madre, la reina María de Molina, y de su tutor, el infante Enrique de Castilla, y también de los infantes, prelados, ricoshombres, caballeros, infanzones y hombres buenos del reino, confirmó todos aquellos privilegios y demás mercedes que las villas y ciudades del reino venían disfrutando desde los reinados anteriores, y también todos aquellos que el propio Fernando IV había otorgado o confirmado durante su reinado.[14]
- Los procuradores solicitaron al rey que las villas o pueblas del reino que hubieran sido destruidas o incendiadas por los malhechores durante la guerra civil[11] fueran repobladas y reconstruidas, y que se encargaran de hacerlo hombres leales al rey, y Fernando IV aprobó la petición y se comprometió a hacerlo así, entendiendo que ello beneficiaría al territorio y a él mismo, según consta en el ordenamiento de las Cortes.[15]
- Fernando IV ordenó, a petición de los procuradores, que todas las fortalezas edificadas en los castellares viejos despoblados deberían ser derribadas, al igual que todas aquellas que hubieran sido construidas durante la guerra civil que asoló Castilla desde que había comenzado su reinado.[15] Y el rey ordenó también que todas aquellas fortalezas desde las que hubieran realizado o se hicieran malfetrías, es decir, crímenes, violencias o robos, fueran destruidas.[15]
- También solicitaron los procuradores al rey que la villa de Monterrey, que era considerada la llave del reino de Galicia, y las otras villas del realengo no fueran entregadas a ninguna persona, a fin de que no quedara reducida o mermada la jurisdicción de realengo, y el rey se comprometió a hacerlo así.[15]Retrato imaginario de Alfonso IX de León, bisabuelo de Fernando IV. José María Rodríguez de Losada. (Ayuntamiento de León).

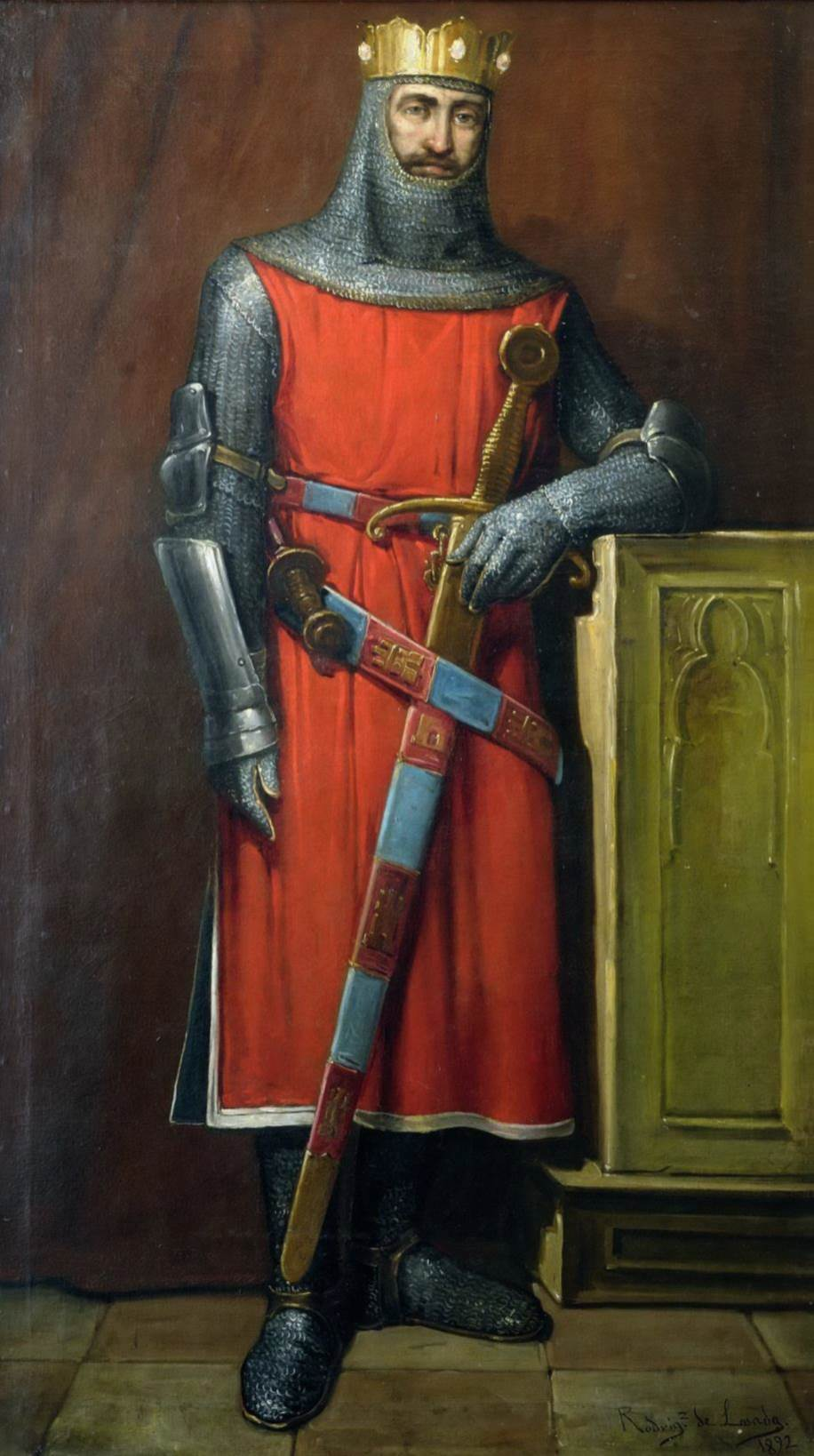
Retrato imaginario de Alfonso IX de León, bisabuelo de Fernando IV. José María Rodríguez de Losada. (Ayuntamiento de León).

- Y en relación con los escribanos públicos de los concejos, los procuradores solicitaron al rey que permitiera que cada concejo nombrara al suyo, como tuvieron por uso y costumbre durante los reinados de Fernando III y Alfonso X, bisabuelo y abuelo, respectivamente, de Fernando IV, y también solicitaron que las escribanías de los judíos no estuvieran separadas de las de los cristianos.[15] No obstante, el rey respondió que Alfonso X y Sancho IV siempre se habían encargado de nombrar a los notarios de las villas y demás lugares del reino, y que la costumbre de hacerlo así beneficiaba a los concejos, y por ello decretó que en lo sucesivo tendría por bien que los notarios nombrados por él deberían desempeñar su cargo por sí mismos y no a través de excusados, y que por librar las cartas únicamente deberían cobrar lo establecido por Alfonso X en su ordenamiento.[16]
- El rey manifestó que no se opondría a que los jueces y alcaldes de las villas y ciudades, designados según el fuero correspondiente, continuasen ocupando sus cargos,[17] y también manifestó que únicamente nombraría jueces de salario cuando todo el concejo o la mayor parte del mismo lo solicitara.[18] Y el rey también se comprometió a respetar el privilegio que había otorgado para que los jueces de salario librasen los pleitos con arreglo al derecho, y dispuso que estos cobrarían sus salarios en función del tiempo que hubieran ejercido.[18]
- También ordenó el rey, a petición de los procuradores, que a todos aquellos concejos que hubieran sido saqueados o incendiados por sus partidarios durante la guerra civil, les serían restituidos todos los bienes perdidos,[19] tomándoselos a los que hubieran causado esos daños.[18] Y el rey también dispuso que en su Casa se encargarían de compensar los daños ocasionados, y que los merinos deberían encargarse de confiscar los bienes necesarios a los culpables y de restituirlos a los perjudicados, con arreglo al derecho.[18]
- Fernando IV dispuso que las tierras de realengo no podrían pasar a la jurisdicción eclesiástica o de señorío, ya que ello ocasionaba grandes perjuicios a la hacienda real,[20] y, al igual que en anteriores reuniones de Cortes, se dispuso que los clérigos y los nobles pagarían impuestos, como el resto de los pecheros,[21] cuando adquiriesen propiedades situadas en tierras de realengo,[22] ya que los procuradores habían solicitado al rey que no permitiera que los ricoshombres, los de las comunas, o los miembros de la Iglesia y de las órdenes militares pudieran comprar o intercambiar casas o heredamientos en los lugares que se regían por los fueros reales o por los de los concejos, y que todos aquellos que los compraran renunciaran a ellos, a fin de que dichos bienes retornaran a su antigua jurisdicción,[23] según lo dispuesto en las Cortes de Benavente de 1228 por el rey Alfonso IX de León,[24] bisabuelo por parte materna de Fernando IV, y los procuradores solicitaron además que dichos bienes no pudieran ser comprados o poseídos en modo alguno, y que aquellos que los vendieran perdieran la cantidad que hubieran recibido por ellos, pero Fernando IV respondió que debería cumplirse lo dispuesto por su padre, Sancho IV, en el ordenamiento de las Cortes de Haro de 1288.[23]
- También solicitaron los procuradores al rey que todas las aldeas, términos, castillos y demás lugares pertenecientes a las villas y ciudades del realengo de los que se hubieran apoderado las órdenes militares u otros hombres poderosos, fueran devueltos a sus legítimos propietarios a fin de que fuesen mejor poblados y defendidos para servir al rey.[25] Y Fernando IV decretó que convocaría para que acudieran ante él a todos aquellos que se hubieran apoderado de esos bienes o lugares sin razón y sin derecho, y que él resolvería el asunto con arreglo a las leyes.[25]Últimos momentos de Fernando IV el Emplazado. Óleo sobre lienzo de José Casado del Alisal. 1860. (Palacio del Senado de España).

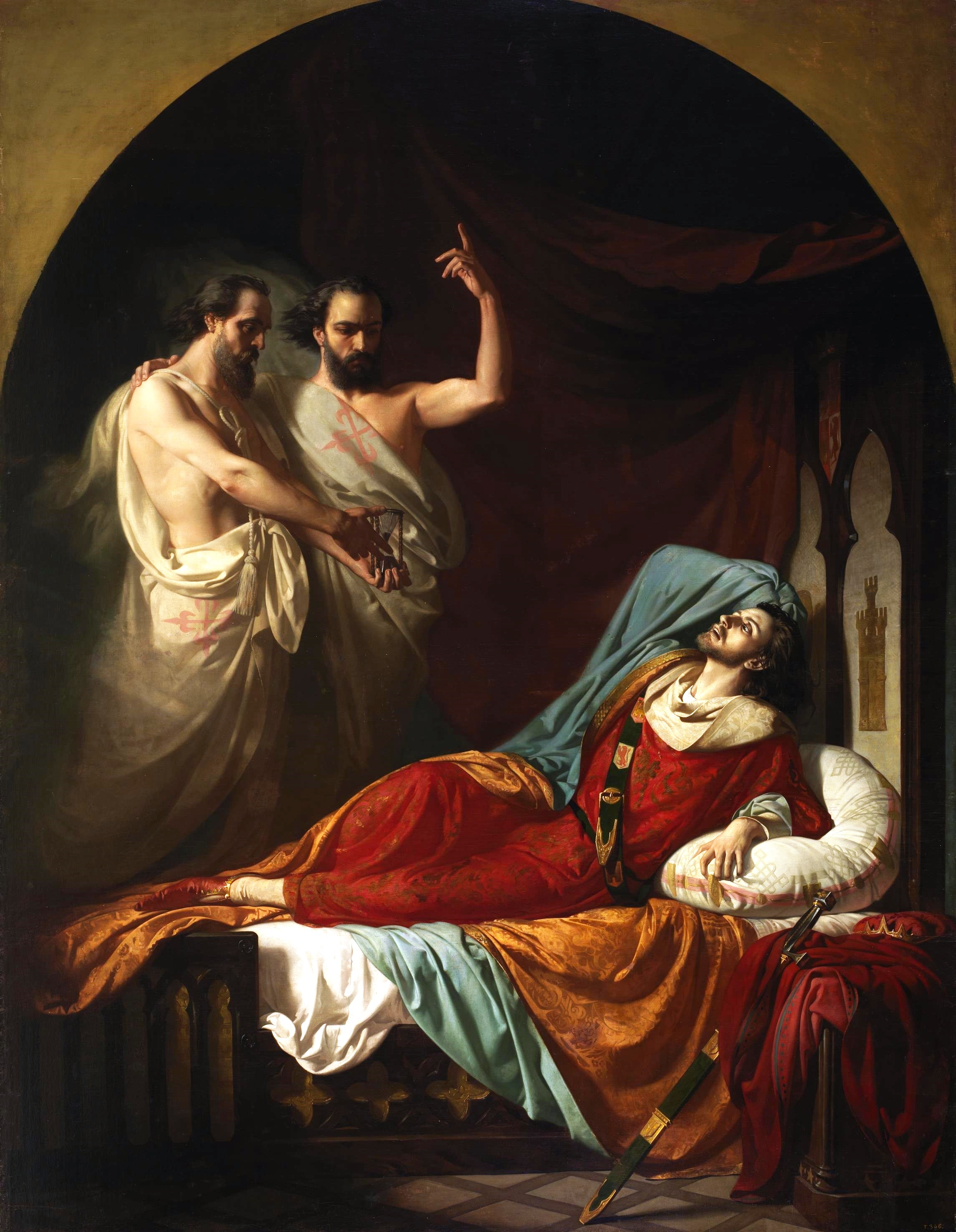
Últimos momentos de Fernando IV el Emplazado. Óleo sobre lienzo de José Casado del Alisal. 1860. (Palacio del Senado de España).

- Asimismo, los procuradores solicitaron al rey Fernando IV que los hombres buenos de las villas poblados a fuero no fueran encarcelados o despojados de los bienes que tuvieran «de juro e de poder» por las querellas o acusaciones que presentaran contra ellos, si daban fiadores que respondieran por ellos, a menos que fueran oídos y juzgados previamente con arreglo a los fueros y derechos correspondientes, y el rey respondió que deberían ser respetados los fueros de cada lugar.[26]
- Los procuradores solicitaron al rey que restituyera a las villas de realengo todos los bienes de las mismas que él había entregado a los ricoshombres, a las órdenes militares o a los caballeros del reino, y entre los que se contaban las aldeas integradas en los alfoces de dichas villas, y los castillos que les habían sido entregados por los anteriores monarcas mediante privilegios,[27] y también solicitaron al rey que ordenara a los merinos, jueces y alcaldes que se encargaran de restituir esos bienes a sus legítimos propietarios, según lo dispuesto en los privilegios de cada lugar, y que ignoraran todos los concedidos por Fernando IV que atentaran contra ellos.[27] Pero el rey respondió que agradecía a los procuradores que le hubieran transmitido ésta petición, y que resolvería el asunto del modo más conveniente para su servicio, y teniendo en cuenta lo realizado por sus predecesores en el trono en ese sentido.[27]
- Y en relación con los alcaldes de la Casa del rey, los procuradores solicitaron a este que ordenara que dichos alcaldes no impusieran pena alguna en las «cartas de emplazamiento de contender con contendor», salvo la establecida en el fuero.[28] Y el rey respondió que los alcaldes deberían imponer una sanción de 100 maravedís de la buena moneda, como se había aplicado en los reinados anteriores, y también dispuso que las diferencias entre las distintas partes deberían ser resueltas según el fuero correspondiente.[28]
- Fernando IV dispuso que la justicia real perseguiría y castigaría a los caballeros o nobles que mataran a los labradores,[29] cortasen árboles o viñas, incendiasen, o robasen ganado u otras cosas,[30] ya que el rey entendió que los procuradores demandaban derecho y,[29] por tanto, se comprometió a hacerlo así.[28] Además, diversos historiadores destacan que este tipo de peticiones al rey en las Cortes para que actuara contra los malhechores feudales, como los denominaba el medievalista Salustiano Moreta, eran frecuentes «en los momentos de inflexión en el despliegue del poder regio, cuando en el trance de superar o dejar atrás períodos de minorías o discordias interiores la Corona parecía puerto seguro para presentarlas».[29]
- Los procuradores solicitaron al rey que cuando los caballeros de las villas u otros hombres buenos estuvieran enemistados entre sí no fueran emplazados para que acudieran a la Corte hasta que hubieran alcanzado una tregua, y que no se les impusiera pena alguna en caso de que no acudieran a la misma tras haber sido emplazados personalmente.[28] Pero el rey respondió que debería cumplirse al respecto la «ley del rey don Alfonso», aunque en el ordenamiento de las Cortes no se especifica si se refiere a su abuelo, Alfonso X, o a otro monarca anterior con ese nombre, como Alfonso IX de León.[28]

### Disposiciones relativas a la cancillería real

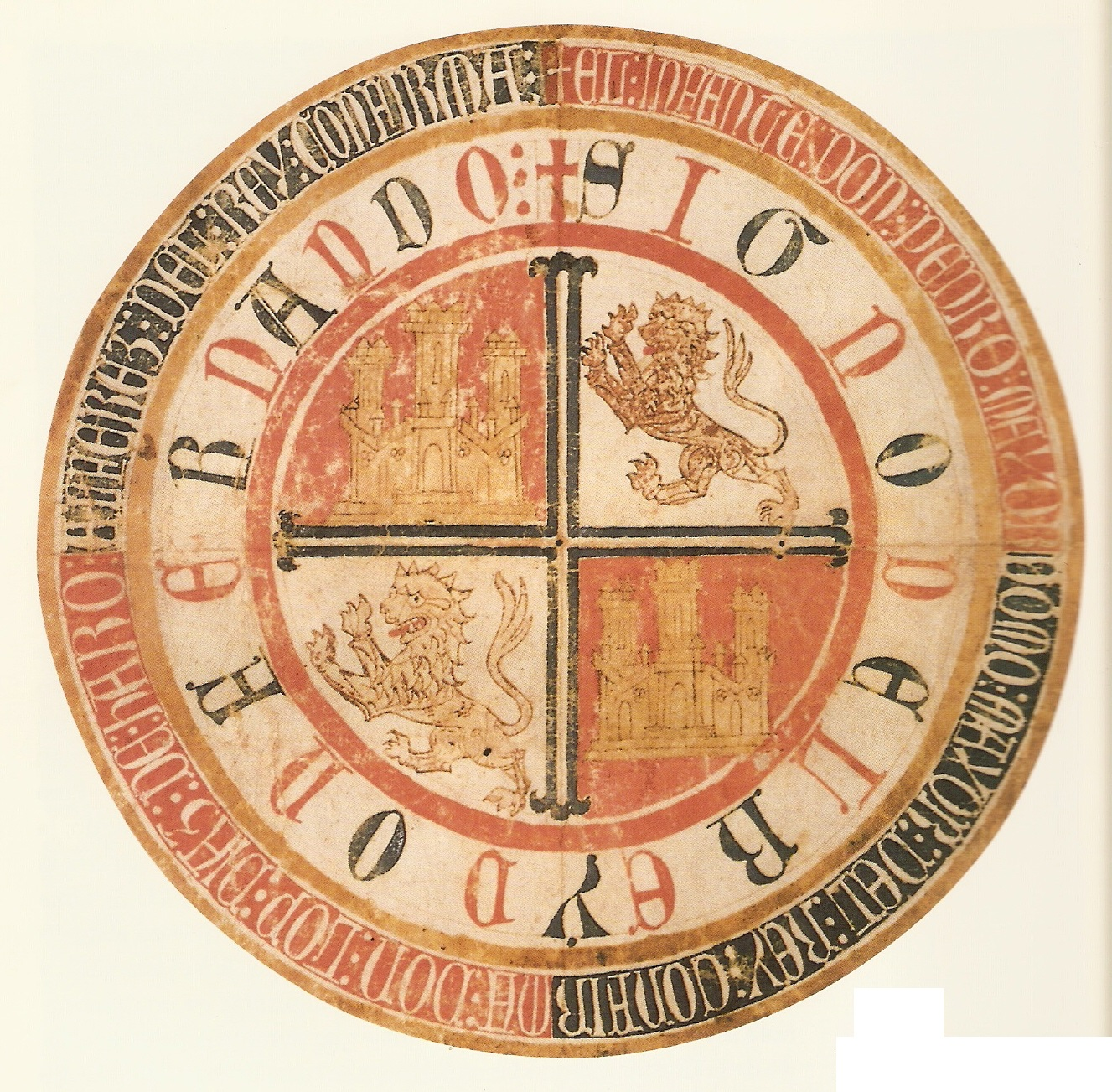
Rueda de un privilegio rodado de Fernando IV de Castilla.

- Fernando IV decretó, a petición de los procuradores, que el ordenamiento de éstas Cortes y las cartas que sería necesario redactar en relación con ellas estarían exentas de pagar los gastos de cancillería.[27]
- Para prevenir que la cancillería real emitiera cartas desaforadas que atentaran contra lo dispuesto en éstas Cortes o contra los fueros, privilegios y cartas de las villas y ciudades del reino, los procuradores solicitaron al rey que la reina María de Molina, y los infantes Enrique y Juan, tíos del rey, se comprometieran a hacerlo así y dieran seguridades a los procuradores de que esos privilegios y demás documentos serían respetados en lo sucesivo.[31] Y el rey respondió que la reina María de Molina y el infante Enrique, tío y tutor del rey, darían a los procuradores esas seguridades en su nombre, aunque omitió mencionar al infante Juan.[13]
- Los procuradores solicitaron al rey que todas las cartas desaforadas que atentaran contra los privilegios, fueros, cartas, mercedes, libertades, usos o costumbres de los concejos, y que salieran de la Casa del rey sin audiencia, fueran desobedecidas por los merinos, jueces y alcaldes del territorio, y que en caso de que estos quisieran cumplir lo dispuesto en ellas, los concejos pudieran impedirlo y las mostraran al rey, para que él dispusiera lo que creyera más conveniente.[18] Pero Fernando IV dispuso que cuando alguna carta desaforada saliera de su Casa, el juez o los alcaldes a los que fuera destinada deberían poner en recaudo aquello a lo que se refirieran en la carta, y a continuación deberían mostrarla al propio monarca para que este resolviera el asunto con arreglo al derecho. Y también ordenó el rey que si en la carta desaforada se ordenaba matar o apresar a alguien, no debería ser ejecutado sin ser oído donde correspondiera, y que en caso de que en la carta se ordenara que alguien fuera apresado y pudiera dar fiadores[32] con arreglo a los fueros de cada lugar, no deberían prenderlo hasta que el rey fuera informado.[18]

### Disposiciones tributarias

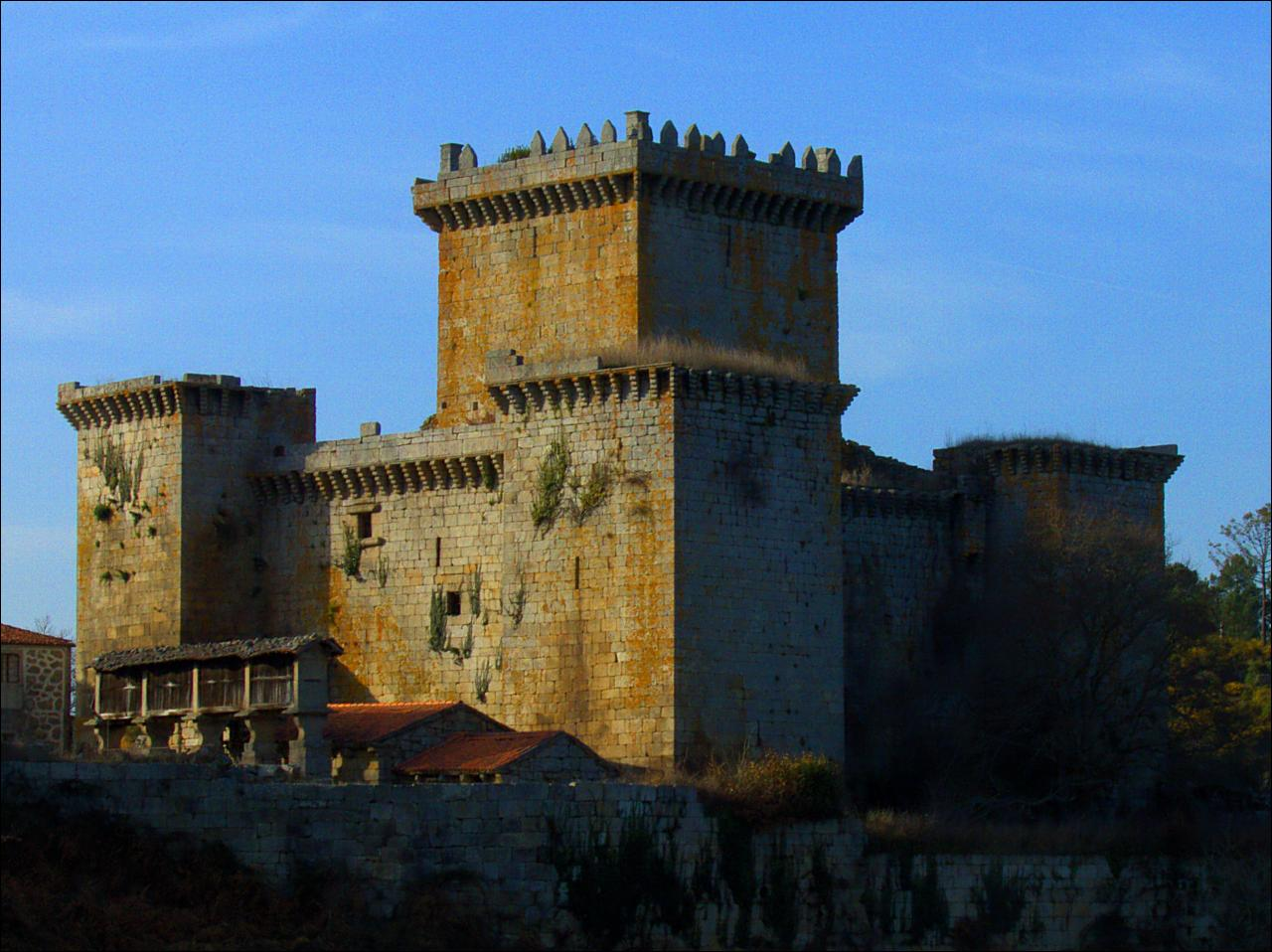
Castillo de Pambre. (Provincia de Lugo).

- Los habitantes del reino de Galicia fueron eximidos por el rey de pagar el tributo de la mañería y el nuncio,[27] cumpliéndose así lo dispuesto por el rey Sancho IV de Castilla, padre de Fernando IV.[11]

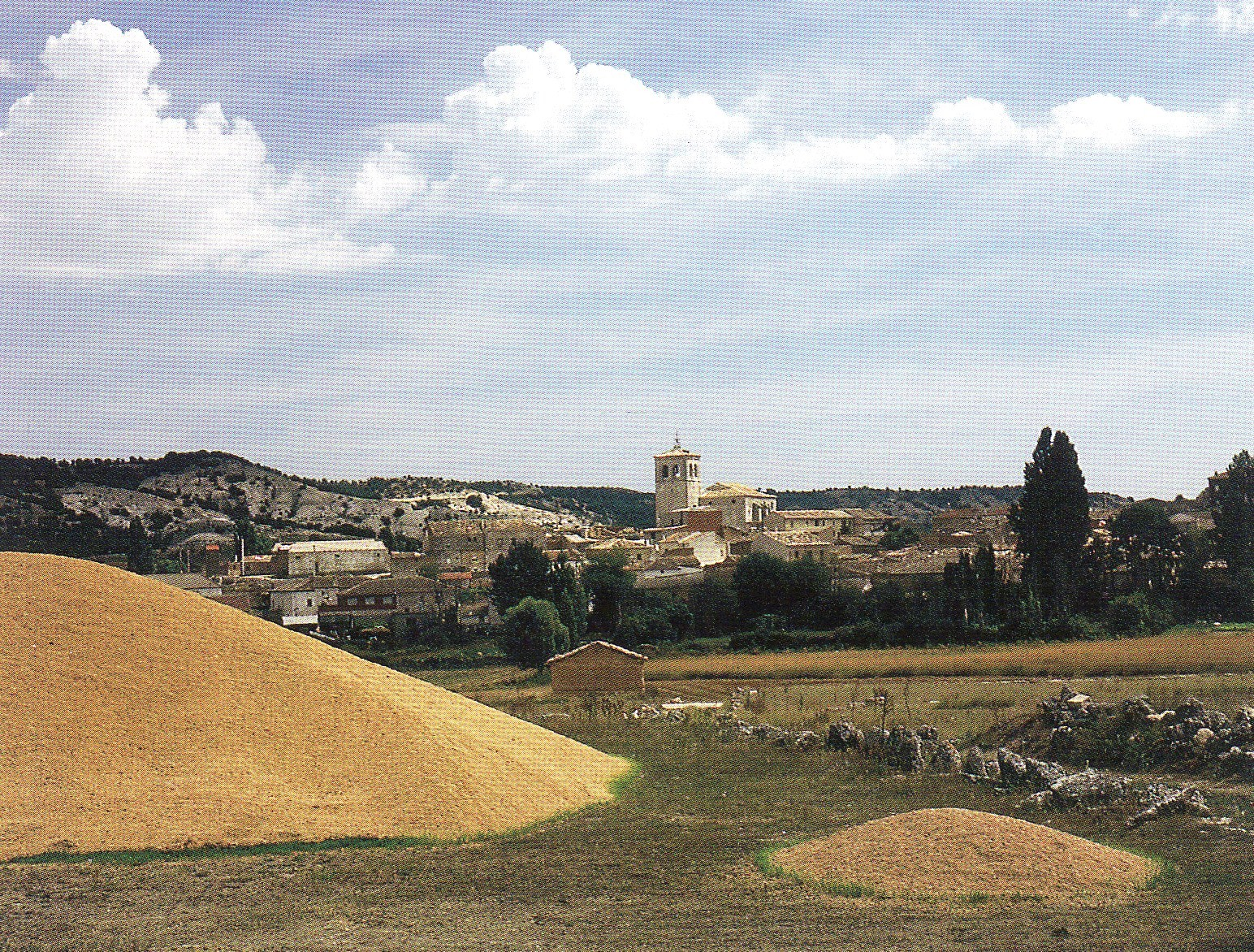
Parvas de trigo en una era de Valdecañas de Cerrato. (Provincia de Palencia).

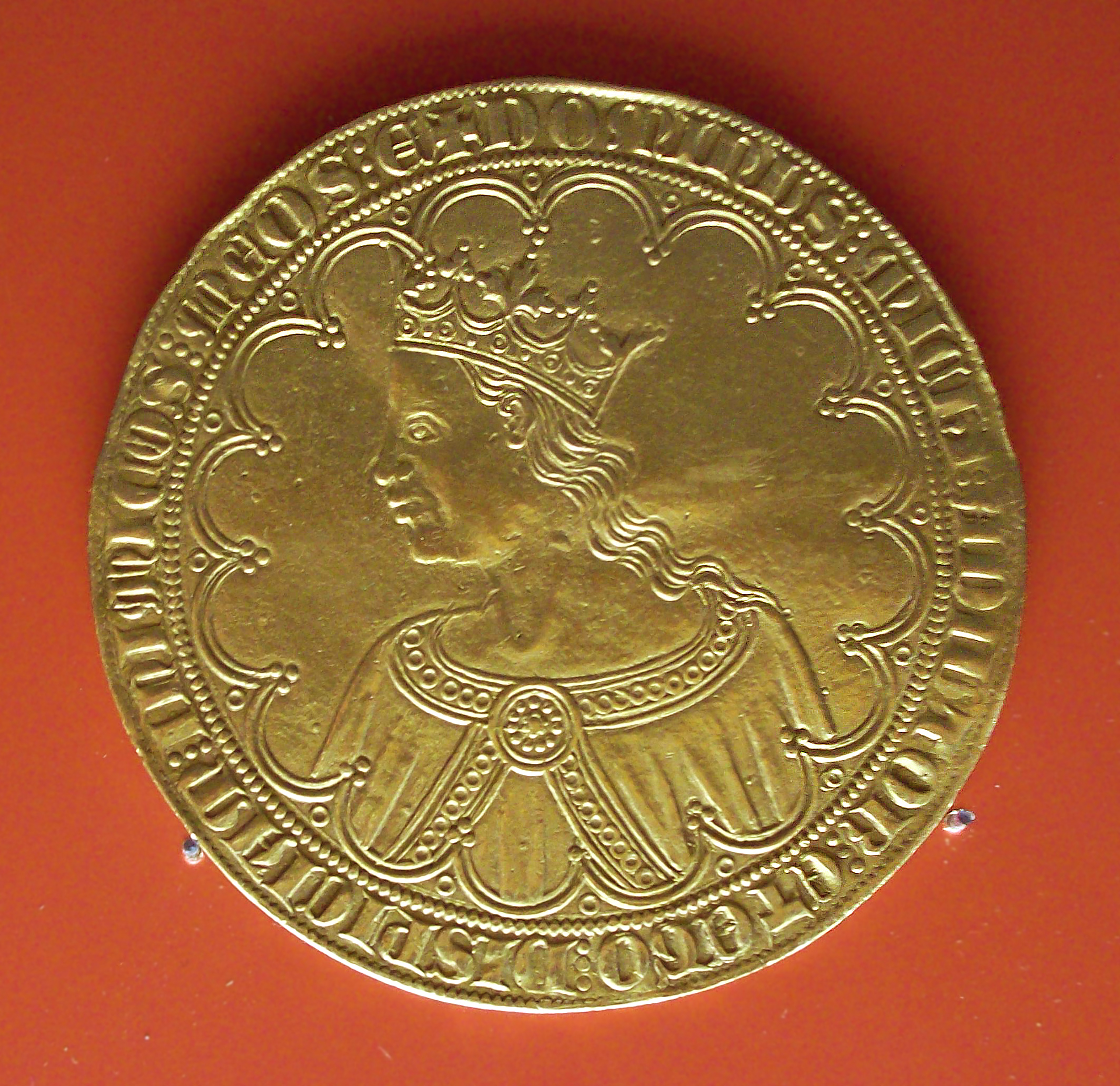
Gran dobla o dobla de a diez de Pedro I de Castilla, nieto del rey Fernando IV, acuñada en Sevilla en 1360. (M.A.N., Madrid).

- Los procuradores solicitaron al rey que no consintiera que los ricoshombres, infanzones, caballeros, clérigos o judíos fueran arrendadores o cogedores de los servicios aprobados en las Cortes, de las monedas, de los diezmos de los puertos, o del resto de los pechos reales, y que fueran recaudados exclusivamente por caballeros u hombres buenos[33] de las villas o lugares del realengo que deberían recibir el galardón correspondiente y dar cuenta al rey de lo recaudado cuando este lo solicitara, pues los procuradores argumentaron que en caso de no hacerlo así el propio monarca y los cogedores se verían perjudicados,[34] y también solicitaron al rey que estos no deberían forzar o tomar dineros a ningún habitante del reino, y que no deberían dar dinero a los ricoshombres, infanzones o caballeros «ssinon en los cogedores o sobre cogedores». Y Fernando IV respondió que los pechos foreros serían recaudados por aquellos individuos que él designase,[11] aunque estos no deberían hacer tuertos a los habitantes del reino, y también dispuso que los servicios aprobados en las Cortes serían recaudados como en épocas anteriores, que no serían arrendados o recaudados por ricoshombres, caballeros o clérigos,[11] y que en lo sucesivo dichos servicios serían cogidos en fieldad o, de lo contrario, el rey se avendría con los de la tierra y adoptaría nuevas medidas al respecto.[25]
- Y en relación con los cinco servicios concedidos a la Corona en éstas Cortes, el rey dispuso que deberían abonarse como se hacía antaño, y que fueran excusados o eximidos de pagar los cuatro servicios los que lo fueron antaño, y que el quinto servicio fuera pagado como en ocasiones anteriores.[25] Además, el rey confirmó la merced que había hecho a algunos lugares «por tiempo cierto» sobre el pago de los cuatro servicios, y ordenó que nadie debería quebrantar éstas disposiciones, y que los alcaldes y jueces del reino no deberían consentir que nadie lo hiciera.[25]
- Los procuradores solicitaron al rey que las monedas falsas que circulaban no fueran desechadas, y el rey dispuso que debería aplicarse el ordenamiento que había aprobado sobre ello, y que si se encontrara otro modo mejor de proceder, se lo indicaran y sería aplicado.[26]
- El rey dispuso que las deudas o rentas deberían ser pagadas con las monedas estipuladas en los acuerdos, o con aquellas cuyo valor pudiera equipararse a las establecidas en los acuerdos, ya que los procuradores habían solicitado al rey que impidiera las disputas entre deudores y adeudados por causa de las monedas empleadas en el pago de las deudas o las rentas, ya que en el reino de León circulaban cornados y maravedís leoneses, alfonsíes, sesenes, o prietos.[35]Parvas de trigo en una era de Valdecañas de Cerrato. (Provincia de Palencia).
- Los procuradores solicitaron al rey que fuera guardada y respetada la merced que había otorgado en razón de la pesquisa que había ordenado hacer sobre algunos individuos de los concejos en los que el monarca había enfiado, es decir, de los que había actuado como fiador, y a los que, posteriormente había quitado las «ffiadorias», perdonado, y otorgado «cartas de quitamiento».[27] Y el rey respondió que resolvería el asunto por fuero y por derecho, a fin de que la justicia se administrara correctamente.[27]
- Al igual que en las Cortes de Burgos de 1301,[11] los procuradores solicitaron al rey que respetara los privilegios, fueros, cartas, o costumbres que eximían a algunas ciudades de pagar el tributo de la fonsadera,[36] y el rey respondió que tendría por bien que en los lugares donde nunca la habían pagado continuaran haciéndolo así,[37] y que en aquellos lugares en los que hubiera sido recaudada por la fuerza deberían demostrarlo ante el rey[36] para que él dispusiera lo que tuviera por bien.[28]
- El rey ordenó, a petición de los procuradores, que los portazgueros de las villas, castillos o puentes deberían cobrar el portazgo únicamente en los lugares donde por costumbre estaba establecido, y no en otros, y que no deberían recaudar más de lo que se tenía por costumbre en los reinados anteriores.[28]
- También solicitaron los procuradores al rey que nadie fuera apresado si no pagaba los pechos correspondientes, ni aun en el caso de que no tuvieran otros bienes con los que responder, y también reclamaron que los panes no fueran controlados en las eras o en las mieses, que los bueyes para arar no fueran prendados si se encontraban otros bienes[11] o los deudores se los mostraban a los recaudadores, y que las prendas de vestir del deudor o de su esposa y la ropa de sus camas o lechos no fueran incluidas en el pago de los pechos, como estaba estipulado en los privilegios.[26] Y Fernando IV respondió que respetaría esos privilegios, aunque exceptuó a los cogedores de los pechos y las rentas reales, a los que se les debería recaudar «por cuanto les alcanzare» si no fueran «abonados», es decir, dignos de confianza por su crédito.[26]
- También dispuso Fernando IV, a petición de los procuradores, que el servicio de los ganados debería cobrarse únicamente en los puertos donde había costumbre de hacerlo,[28] y que no debería recaudarse en las ferias o en los mercados de las villas y lugares del reino.[38]Gran dobla o dobla de a diez de Pedro I de Castilla, nieto del rey Fernando IV, acuñada en Sevilla en 1360. (M.A.N., Madrid).
- Los procuradores solicitaron al rey que los hijos que aún no se hubiesen casado y viviesen con sus padres no pagaran pechos, ya que su padre o su madre pagaban por ellos, y el rey respondió que debería aplicarse la costumbre de que todos los hijos de un matrimonio que no se hubieran casado pagaran una cáñama, y que el padre o la madre que quedaran en la casa pagaran otra.[39] Y también decretó el rey que cuando uno de los hijos del matrimonio se casara, los que continuaran en la casa deberían pagar su cáñama correspondiente según la cuantía que hubieran.[39]
- El rey ordenó también que los hombres buenos de las villas y de los demás lugares del reino no deberían ser prendados por las actuaciones de los cogedores de las rentas y pechos reales, y dispuso además que los habitantes de dichos lugares no deberían defender a los cogedores ni ampararse en ellos o en sus bienes.[26]
- Fernando IV ordenó, a petición de los procuradores, que los diezmos y los montazgos de los ganados deberían recaudarse en aquellos lugares donde se acostumbraba a hacerlo en los reinados anteriores, y que debería cobrarse solamente lo que se percibía en tiempos de los monarcas anteriores, ya que los procuradores se habían quejado al rey de que dichos tributos eran recaudados «sin rrazon e sin derecho» en muchos lugares del reino del siguiente modo:[40]

En fecho delos dezmos queles tomauan en esta guyssa, que ali dose ffazia la paricion delas oueias deuian tomar la meatad del diezmo delos corderos, e esso mismo delos quessos que se ffazian, et enel obispadgo dose tresquilar la lana que deuen tomar la meatad del diezmo, et todo esto que gelo non guardauan e que gelo tomauan en esta guyssa: por dos corderos queles tomauan vn carnero et por todas las otras paridas e prenadas e abortones queles tomauan de cada cabeca vn nouen por diezmo. Otrossi que quando venian los sus ganados alas fferias oalos mercados queles tomauan los sseruieios e los montadgos dellos otra vez; et quegelo quisiese ffazer guardar et queles non ffeziessen estos agrauiamientos...

### Disposiciones relativas a los oficiales reales

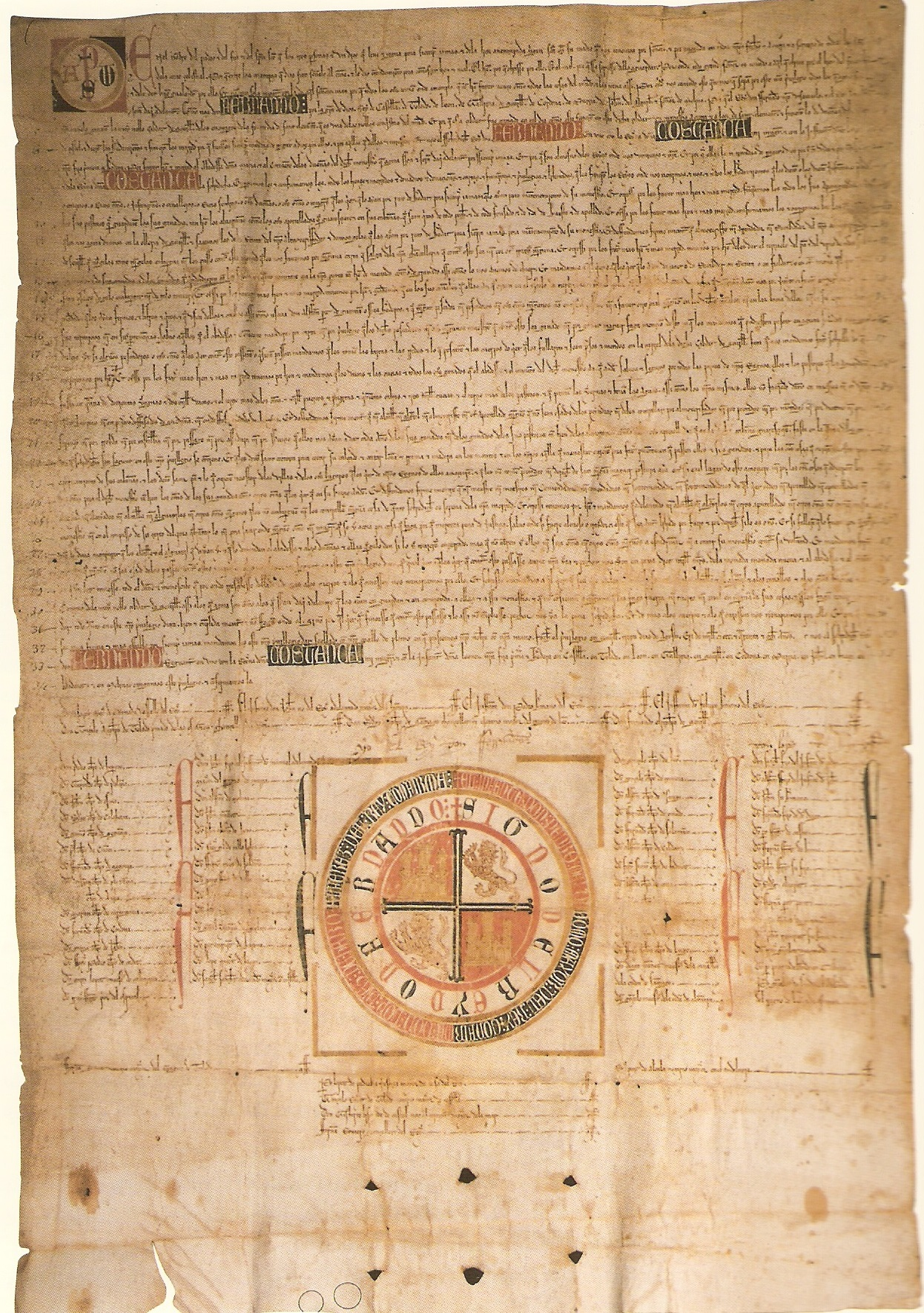
Privilegio rodado concedido por Fernando IV en 1310 al monasterio de San Clemente de Sevilla.

- Fernando IV se comprometió a no admitir en la Corte como alcaldes y oficiales a los malhechores,[32] y dispuso además que los alcaldes y oficiales reales no deberían protegerlos o ampararlos, sino que deberían remitirlos al propio rey, o al alguacil y a los alcaldes de la Corte, y que deberían cumplir las sentencias que se dictaran contra ellos.[15]
- El rey ordenó que en caso de que los merinos u otros oficiales ordenaran a los infanzones o a los que custodiaran a los malhechores que los condujeran ante ellos para cumplir las leyes, deberían llevarlos y no alojarlos en sus casas o pararse a defenderlos.[15]
- Los procuradores se quejaron al rey de que, frecuentemente, los jueces, alcaldes o justicias del rey abusaban de su autoridad y atentaban contra las mercedes que el rey otorgaba a los concejos y demás lugares del reino, y también se quejaron de que cuando eso ocurría, los habitantes del lugar lo consentían y no informaban al rey por temor a las represalias que pudieran tomar contra ellos dichos oficiales. Y por todo ello solicitaron al rey que los concejos de los lugares donde ocurrieran estos incidentes no los consintieran, y que pudieran informar libremente al monarca, para que este pudiera castigar a los culpables.[39] Pero el rey respondió, según consta en el ordenamiento de las Cortes, que se maravillaba de que le hicieran ésta petición y de que ello menguaría la autoridad real, pero aun así dispuso que cuando tales cosas ocurrieran deberían informarle para que él hiciera aquello que debiere con derecho, pues argumentó que bien sabían los procuradores que si los oficiales reales erraban era potestad exclusiva del rey, y no de otro, el impedírselo.[39]
- También solicitaron los procuradores al rey que las pleitos foreros que los oficiales de la Casa del rey mantuvieran con los habitantes de las villas fueran resueltos conforme a los fueros correspondientes de cada lugar, y que dichas personas no fueran emplazadas para que acudieran a la Corte.[41] Pero el rey dispuso que todos los daños o tuertos causados a los oficiales del rey mientras actuaran en su servicio deberían ser llevados ante el propio monarca y ante la Corte,[41] y que los restantes pleitos o demandas foreras deberían ser resueltas por los jueces del fuero correspondientes.[23]
- El rey dispuso que todos aquellos que desafiaran o amenazaran[32] a los merinos, jueces o alcaldes del reino serían ejecutados y sus bienes confiscados, ya que los procuradores se habían quejado al rey de que a veces los parientes de los que habían sido castigados por dichos oficiales desafiaban a estos.[25]
- Fernando IV ordenó que los individuos que hubieran luchado contra él,[32] o que hubiesen incendiado villas o lugares durante la guerra civil no podrían ser jueces, merinos, alcaldes u oficiales[42] en dichos lugares.[27]

### Disposiciones relativas al clero

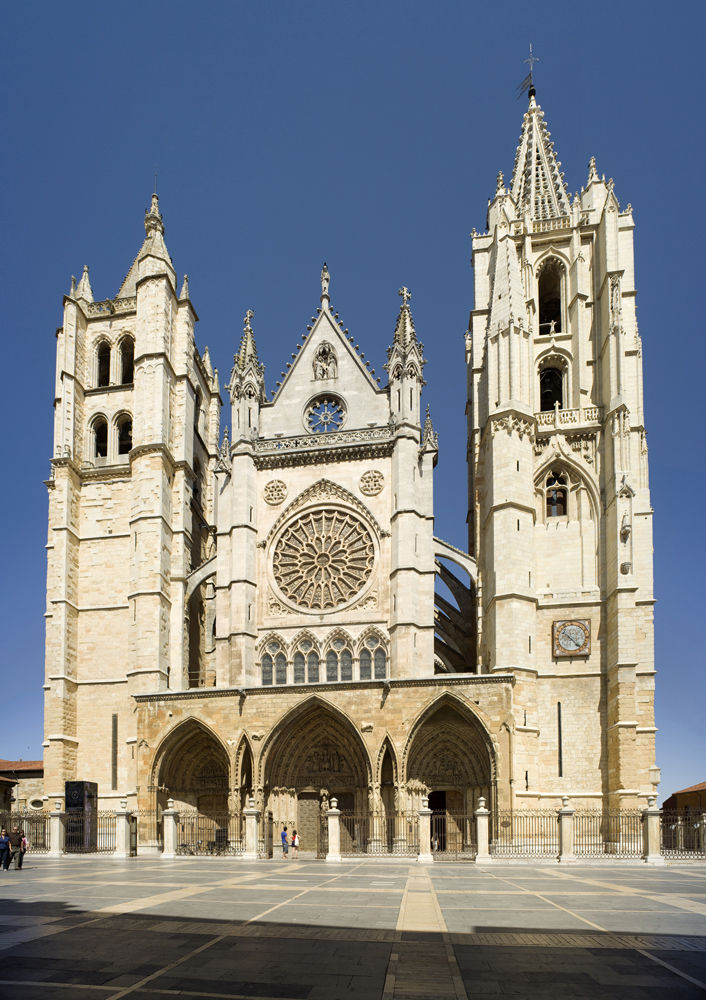
Catedral de León.

- Los procuradores solicitaron al rey que no consintiera que por cumplir las cartas, órdenes reales u otras cosas que debían ejecutarse con arreglo a los fueros correspondientes, los obispos, vicarios o jueces de la Iglesia excomulgaran o pusieran en entredicho las villas o lugares donde ocurriera.[43] Y el rey respondió que en la época de Alfonso X, las Cortes del reino, junto con el rey, los ricoshombres, los prelados y los hombres buenos, se habían querellado contra el papa por esta razón, y que habían acordado que los oficiales reales o los que se encargaran de cumplir las cartas u órdenes relativas a la jurisdicción temporal no deberían ser excomulgados por los obispos, clérigos o jueces de la Iglesia, y que en caso de que estos manifestaran que habían sido agraviados, deberían presentar al rey tres demandas consecutivas, y la tercera y última deberían decirla «por plaza ante los omes bonos que fueren comigo», es decir, que acompañaran al rey.[44] Y este decretó también que cuando los obispos o los jueces de la Iglesia pronunciaran sentencias contra aquellos que cumplieran sus órdenes, les rogaría que las levantaran, y si no lo hicieran serían apresados y se les confiscaría todo lo que les hallasen hasta que lo levantaran.[23]
- También solicitaron los procuradores al rey que los miembros de la Iglesia no pudieran tener notarios que signaran los documentos o dieran fe a los mismos, y que en caso de que la Iglesia nombrase a tales notarios o fueran puestos por cartas del rey, éstas fueran revocadas y no pudieran ejercer ese cargo.[45] Y Fernando IV respondió que tendría por bien que se aplicara lo dispuesto al respecto por sus predecesores en el trono.[26]
- También solicitaron los procuradores al rey que ningún clérigo, ya fuera regular o secular, emplazara a los legos de las tierras de realengo por cartas de Roma para responder sobre asuntos temporales o heredamientos,[46] que no hiciesen las exenciones de los bienes de los legos por las sentencias que dictasen ni los jueces del reino se lo permitieran, que las que hubieran realizado carecieran de validez y no fueran ejecutadas y, por último, que cuando dichos clérigos quisieran emplazar a los legos para tratar de asuntos temporales, los enviaran al rey de acuerdo con el fuero correspondiente.[26] Pero Fernando IV dispuso que debería aplicarse lo dispuesto por los anteriores monarcas.[26]

### Disposiciones relativas a los judíos

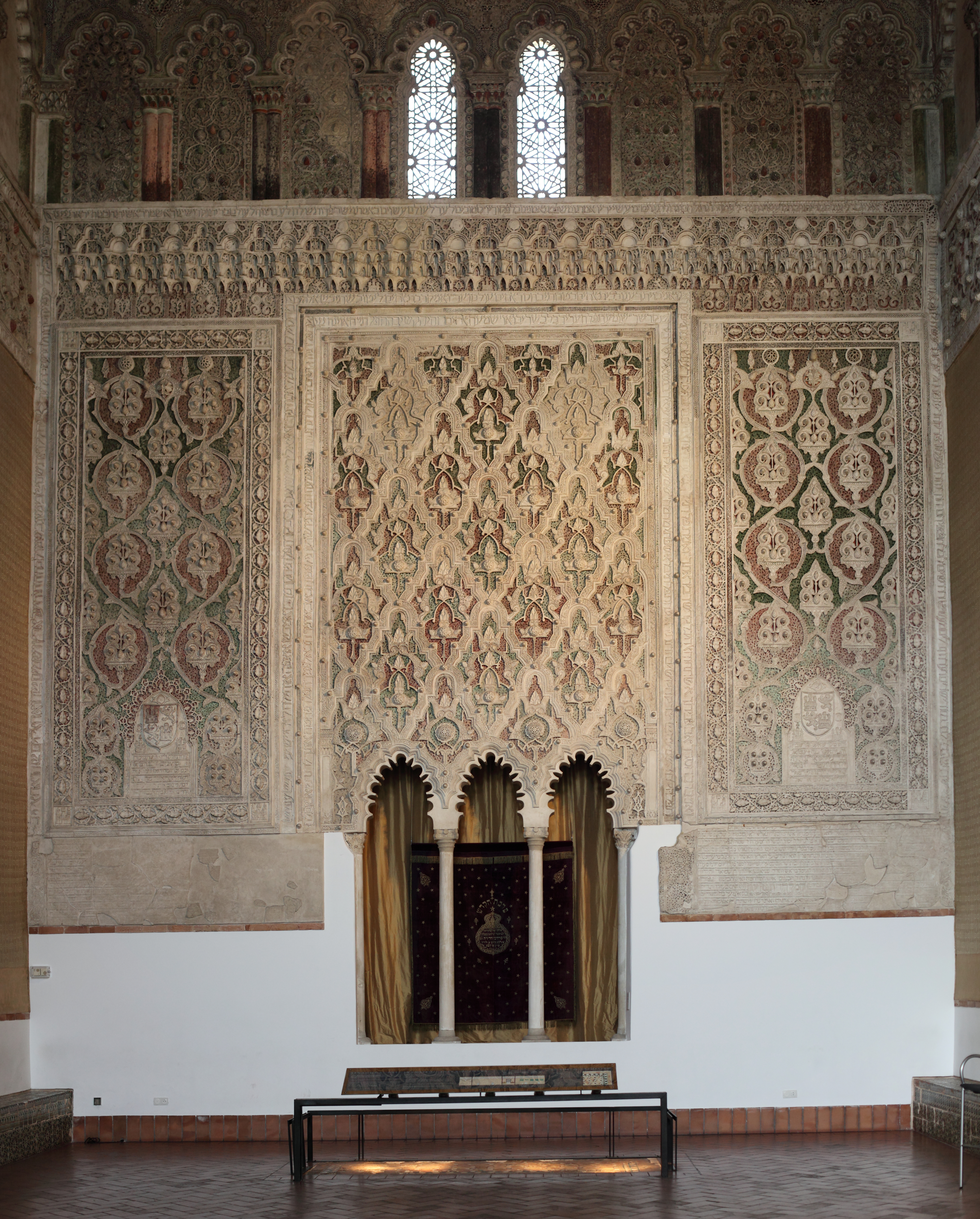
La Gran Sala de Oración de la Sinagoga del Tránsito. (Toledo).

- El rey dispuso, a petición de los procuradores, que los judíos solamente podrían prestar a usura a razón de tres por cuatro al año,[47] según lo dispuesto en los ordenamientos de los reyes Alfonso X y Sancho IV.[43]
- En lo concerniente a las cartas de deudas entre cristianos y judíos, los procuradores solicitaron al rey que los judíos no reclamaran el pago de las deudas cuando hubiera finalizado el plazo estipulado en los privilegios de cada lugar.[43] Pero el rey respondió a los procuradores que bien sabían ellos que, en las Cortes de Valladolid de 1300, el monarca había concedido a los judíos tres años más de plazo, además de los seis de los que ya disponían, para poder reclamar sus deudas, ya que muchos no habían podido cobrarlas a causa de la guerra civil,[47] y por todo ello el rey decretó que todas las futuras deudas entre cristianos y judíos podrían ser reclamadas hasta que hubieran transcurrido seis años, y que todas las realizadas hasta entonces podrían ser reclamadas hasta que hubieran transcurrido nueve años.[43]
- Y en relación con las entregas o pago de las deudas a los judíos realizadas por los jueces y alcaldes del reino, los procuradores solicitaron al rey que las deudas fueran reclamadas por fuero y por derecho, que no hubiera entregadores apartados, y que los jueces y los alcaldes no cobraran el diezmo de las entregas que hicieran.[48] Pero Fernando IV respondió que bien sabían los procuradores que en las Cortes de Valladolid de 1300 el rey había solicitado a los judíos un pecho, que estos no habían podido cobrar sus deudas a causa de la guerra civil, y que los hombres buenos reunidos en dichas Cortes habían aceptado que el rey nombrara entregadores para que libraran los pleitos de los judíos y para que estos les entregasen sus deudas, por lo que desde entonces dichos entregadores habían sido nombrados por el rey.[43] Y este manifestó que respetaría sus anteriores promesas, a cambio de que los procuradores respetaran lo que habían aprobado en las Cortes de Valladolid de 1300, y dispuso además que, en relación con las deudas, deberían ponerse en recaudo los bienes especificados en las cartas de deudas, y que los deudores deberían ser oídos como se hacía en la época de Alfonso X y Sancho IV.[43]